# ジェームス・イングラム
ジェームス・イングラム（James Ingram、1952年2月16日 - 2019年1月29日）は、アメリカ合衆国出身のミュージシャン、シンガーソングライター、音楽プロデューサー。

## 概要・略歴
オハイオ州アクロン出身。1970年代からLAで活動を始め、Revelation Funk、The Coasters、Shalamarといったバンドに属し、レイ・チャールズのバンドのキーボードも務めた。
後にロサンゼルスでセッション・ボーカリストとして活動するようになり、クインシー・ジョーンズに見出される。やがてクインシーに実力を認められて「クインシーの秘蔵っ子」と呼ばれ、そのクインシーの曲（パティー・オースティンとのデュエット曲）「ベイビー・カム・トゥ・ミー」で初の全米1位を記録した。
1983年にソロ歌手としてデビュー。アルバムにはレイ・チャールズやマイケル・マクドナルドらの大物ミュージシャンがゲスト参加した。1984年のマクドナルドの作品でデュエットした曲「ヤ・モ・ビー・ゼア」はグラミー賞も受賞している。

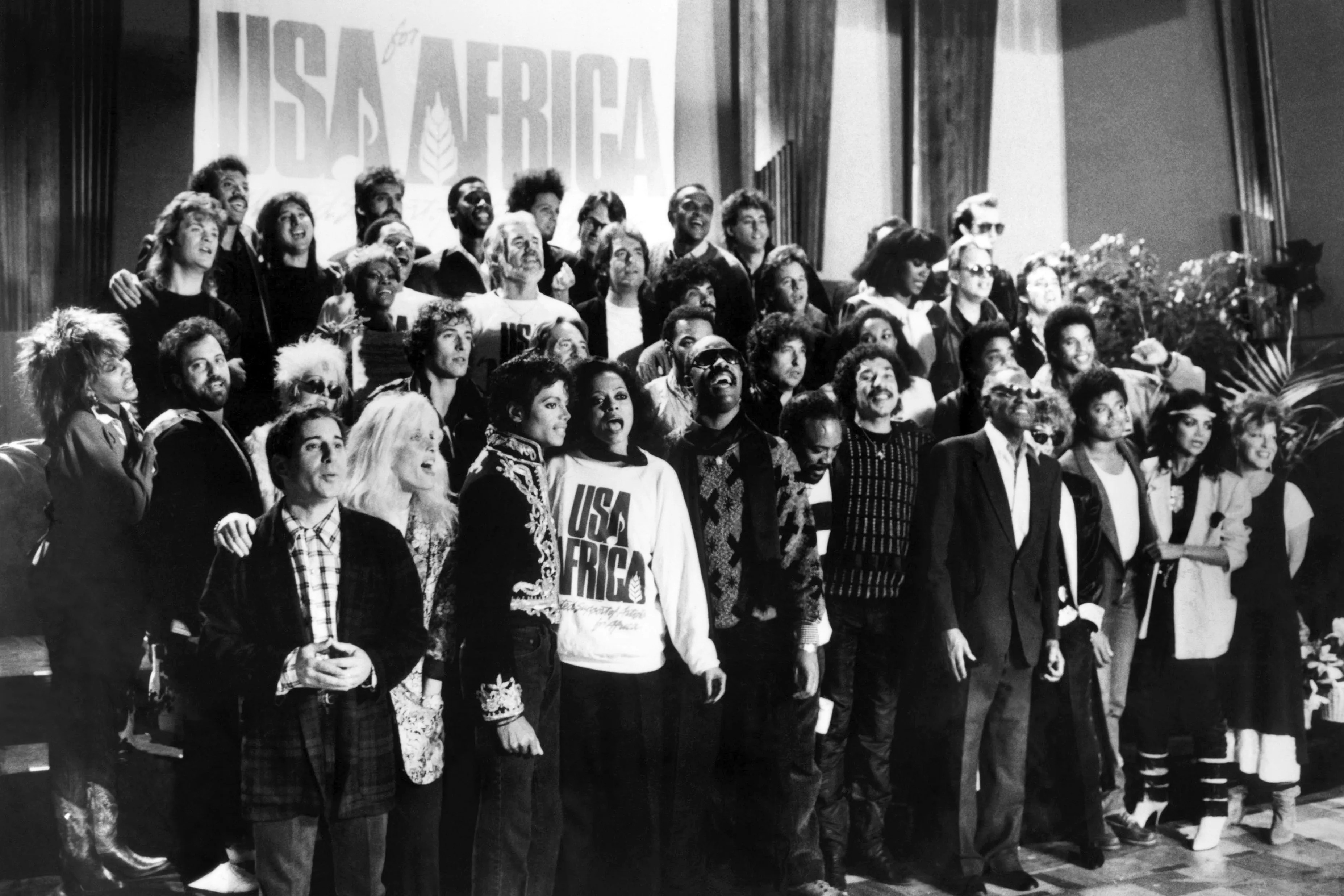
USAフォー・アフリカにてウィ・アー・ザ・ワールドを歌う

1985年にはUSAフォー・アフリカに参加し、「ウィ・アー・ザ・ワールド」では大物たちと並んでリードボーカルを務め、コーダではレイ・チャールズと堂々たる掛け合いを演じている。1986年にはリンダ・ロンシュタットとデュエットした「サムホエア・アウト・ゼア」（映画『アメリカ物語』主題歌）が全米2位に、1987年にはエディ・マーフィ主演の映画『ビバリーヒルズ・コップ2』のエンディング・テーマに「ベター・ウェイ」を提供し、1990年には「アイ・ドント・ハブ・ザ・ハート」が全米1位を記録する大ヒットを放っている。
2019年1月29日、脳腫瘍のため死去。66歳没。

## ディスコグラフィ

### スタジオ・アルバム
- 『ユア・ナイト』 - It's Your Night (1983年、Qwest/Warner Bros.)
- 『ネヴァー・フェルト・ソー・グッド』 - Never Felt So Good (1986年、Qwest/Warner Bros.)
- 『イッツ・リアル』 - It's Real (1989年、Qwest/Warner Bros.)
- 『オールウェイズ・ユー』 - Always You (1993年、Qwest/Warner Bros.)
- Stand (2008年、Intering)

### コンピレーション・アルバム
- 『パワー・オブ・グレイト・ミュージック～ベスト・オブ・ジェイムス・イングラム』 - Greatest Hits: The Power of Great Music (1991年、Qwest/Warner Bros.)
- 『フォーエヴァー・モア〜ベスト&デュエット』 - Forever More (Love Songs, Hits & Duets) (1999年、Private Music)